# شركة الخدمة المجتمعية والوطنية
شركة الخدمة المجتمعية والوطنية (بالإنجليزية: Corporation for National and Community Service or CNCS)‏ هي وكالة حكومية اتحادية أمريكية تشترك فيها أكثر من خمسة ملايين أمريكي في الخدمة من خلال أميريكور وخدمة وتعليم أمريكا وكبار فيلق وغيرها من مبادرات الخدمة الوطنية. تتمثل مهمة الوكالة في «دعم الثقافة الأمريكية للمواطنة والخدمة والمسؤولية». في حين أن وكالة حكومية، تعمل بشكل كبير مثل المؤسسة وهي أكبر صانع منح سنوية في البلاد يدعم الخدمة والتطوع. تم إنشائها، التي كانت تُعرف سابقًا باسم «شركة الخدمة الوطنية» أو " CNS "، باعتبارها وكالة مستقلة لحكومة الولايات المتحدة بموجب قانون الخدمة الوطنية وخدمة المجتمع لعام 1993.

## برامج

### برامج أخرى
- فيلق المجتمع المدني الوطني
- المتطوعين في الخدمة لأمريكا
- كبار فيلق
- فيلق الحرية الأمريكي
- جائزة الرئيس للخدمات التطوعية
- برنامج منحة الحرية الرئاسية
- الوكالة الفيدرالية لإدارة الطوارئ

## روابط خارجية
- موقع مؤسسة الخدمة الوطنية والمجتمع
  - المؤسسة الوطنية للخدمة المجتمعية - التاريخ
  - المؤسسة الوطنية للخدمة المجتمعية - التشريع
- شركة للخدمة الوطنية والمجتمع في السجل الفيدرالي
- تاريخ خدمة التعلم في موقع التعليم العالي
- مقابلة Booknotes مع ستيفن والدمان حول مشروع القانون: كيف تكشف مغامرات بيل كلينتون عن الخدمة الوطنية ما هو الفاسد، الهزلي، الساخر - والنبيل - حول واشنطن ، 29 يناير 1995.